# Мелані Берінгер
Мелані Берінгер (нім. Melanie Behringer, 18 листопада 1985, Леррах) — німецька футболістка, Олімпійська чемпіонка. Півзахисник футбольного клубу «Баварія». Виступала за національну збірну Німеччини.

## Ігрова кар'єра
До 2003 виступала за клуб «Гаузен».
З 2003 по 2008 захищала кольори команди «Фрайбург». Влітку 2008 укладає контракт з мюнхенською «Баварією». 
З сезону 2010/11 захищає кольори 1.ФК «Франкфурт». Відігравши чотири сезони за клуб з Франкфурту, в 2014 повертається до мюнхенської «Баварії».

## Збірна
У складі юніорської збірної Німеччини провела 30 матчів, забила 9 м'ячів.
У складі молодіжної збірної Німеччини, провела 9 матчів, забила 3 голи. 
У складі національної збірної Німеччини виступала з 2005 по 2016. Олімпійська чемпіонка 2016. 23 серпня 2016 оголосила про завершення кар'єри в національній збірній.

### Голи в складі збірної
| Берінгер – голи за національну збірну | Берінгер – голи за національну збірну | Берінгер – голи за національну збірну | Берінгер – голи за національну збірну | Берінгер – голи за національну збірну | Берінгер – голи за національну збірну |
| ------------------------------------- | ------------------------------------- | ------------------------------------- | ------------------------------------- | ------------------------------------- | ------------------------------------- |
| 1.                                    | 9 березня 2006                        | Фінляндія                             | 4–0                                   | 5–0                                   | Кубок Алгарве 2006                    |
| 2.                                    | 11 березня 2006                       | Швеція                                | 1–0                                   | 3–0                                   | Кубок Алгарве 2006                    |
| 3.                                    | 12 березня 2007                       | Данія                                 | 3–0                                   | 3–0                                   | Кубок Алгарве 2007                    |
| 4.                                    | 29 липня 2007                         | Данія                                 | 1–0                                   | 4–0                                   | Товариський матч                      |
| 5.                                    | 22 серпня 2007                        | Швейцарія                             | 2–0                                   | 7–0                                   | Кваліфікація ЧЄ-2009                  |
| 6.                                    | 22 серпня 2007                        | Швейцарія                             | 5–0                                   | 7–0                                   | Кваліфікація ЧЄ-2009                  |
| 7.                                    | 30 серпня 2007                        | Норвегія                              | 1–1                                   | 2–2                                   | Товариський матч                      |
| 8.                                    | 10 вересня 2007                       | Аргентина                             | 1–0                                   | 11–0                                  | Чемпіонат світу 2007                  |
| 9.                                    | 10 вересня 2007                       | Аргентина                             | 3–0                                   | 11–0                                  | Чемпіонат світу 2007                  |
| 10.                                   | 29 травня 2008                        | Уельс                                 | 4–0                                   | 4–0                                   | Кваліфікація ЧЄ-2009                  |
| 11.                                   | 17 липня 2008                         | Англія                                | 3–0                                   | 3–0                                   | Товариський матч                      |
| 12.                                   | 1 жовтня 2008                         | Швейцарія                             | 2–0                                   | 3–0                                   | Кваліфікація ЧЄ-2009                  |
| 13.                                   | 4 березня 2009                        | Фінляндія                             | 1–0                                   | 2–0                                   | Кубок Алгарве 2009                    |
| 14.                                   | 25 липня 2009                         | Нідерланди                            | 3–0                                   | 6–0                                   | Товариський матч                      |
| 15.                                   | 27 серпня 2009                        | Франція                               | 3–0                                   | 5–1                                   | Чемпіонат Європи 2009                 |
| 16.                                   | 10 вересня 2009                       | Англія                                | 2–0                                   | 6–2                                   | Чемпіонат Європи 2009                 |
| 17.                                   | 24 лютого 2010                        | Данія                                 | 1–0                                   | 4–0                                   | Кубок Алгарве 2010                    |
| 18.                                   | 15 вересня 2010                       | Канада                                | 4–0                                   | 5–0                                   | Товариський матч                      |
| 19.                                   | 22 жовтня 2011                        | Румунія                               | 3–0                                   | 3–0                                   | Кваліфікація ЧЄ-2013                  |
| 20.                                   | 19 листопада 2011                     | Казахстан                             | 9–0                                   | 17–0                                  | Кваліфікація ЧЄ-2013                  |
| 21.                                   | 15 лютого 2012                        | Туреччина                             | 4–0                                   | 5–0                                   | Кваліфікація ЧЄ-2013                  |
| 22.                                   | 15 лютого 2012                        | Туреччина                             | 5–0                                   | 5–0                                   | Кваліфікація ЧЄ-2013                  |
| 23.                                   | 2 березня 2012                        | КНР                                   | 1–0                                   | 1–0                                   | Кубок Алгарве 2012                    |
| 24.                                   | 19 вересня 2012                       | Туреччина                             | 4–0                                   | 10–0                                  | Кваліфікація ЧЄ-2013                  |
| 25.                                   | 19 вересня 2012                       | Туреччина                             | 5–0                                   | 10–0                                  | Кваліфікація ЧЄ-2013                  |
| 26.                                   | 17 вересня 2014                       | Ірландія                              | 1–0                                   | 2–0                                   | Кваліфікація ЧС-2015                  |
| 27.                                   | 7 червня 2015                         | Кот-д'Івуар                           | 9–0                                   | 10–0                                  | Чемпіонат світу 2015                  |
| 28.                                   | 18 вересня 2015                       | Угорщина                              | 4–0                                   | 12–0                                  | Кваліфікація ЧЄ-2017                  |
| 29.                                   | 25 жовтня 2015                        | Туреччина                             | 3–0                                   | 7–0                                   | Кваліфікація ЧЄ-2017                  |
| 30.                                   | 3 серпня 2016                         | Зімбабве                              | 3–1                                   | 6–1                                   | Олімпійські ігри 2016                 |
| 31.                                   | 3 серпня 2016                         | Зімбабве                              | 4–1                                   | 6–1                                   | Олімпійські ігри 2016                 |
| 32.                                   | 9 серпня 2016                         | Канада                                | 1–0                                   | 1–2                                   | Олімпійські ігри 2016                 |
| 33.                                   | 12 серпня 2016                        | КНР                                   | 1–0                                   | 1–0                                   | Олімпійські ігри 2016                 |
| 34.                                   | 16 серпня 2016                        | Канада                                | 1–0                                   | 2–0                                   | Олімпійські ігри 2016                 |

## Титули і досягнення

### Клубні
1.ФК «Франкфурт»
- Володарка Кубка Німеччини (2): 2011, 2014

«Баварія» Мюнхен
- Чемпіонка Німеччини (2): 2015, 2016

### Збірна
- Чемпіонка світу (1): 2007
- Чемпіонка Європи (2): 2009, 2013
- Чемпіонка світу серед юніорок (U-19) (1): 2004
- Олімпійська чемпіонка (1): 2016.
- Бронзова призерка Олімпійських ігор (1): 2008.